# Rotan (Teksas)
Rotan je grad u američkoj saveznoj državi Teksas. Prema popisu stanovništva iz 2010. u njemu je živjelo 1.508 stanovnika.